# شوگو ناکامورا
شوگو ناکامورا (انگلیسی: Shugo Nakamura; ۲۸ ژوئیهٔ ۱۹۸۸ – ) صداپیشگی، خوانندگی اهل ژاپن بود. وی از سال ۲۰۱۵ میلادی تاکنون مشغول فعالیت بوده‌است.